# Вайоминг (Делавэр)
Вайоминг (англ. Wyoming) — город в округе Кент в штате Делавэр США. По данным переписи 2020 года, численность населения составляла 1680 человек.

## Население
| 2010 | 2020  |
| ---- | ----- |
| 1313 | ↗1680 |